# Ruben Johannes Sturm
Ruben Johannes Sturm (* 1979 in Speyer am Rhein) ist ein deutscher Organist und Komponist.

## Leben
Ruben Johannes Sturm studierte an der Hochschule für Musik und Darstellende Kunst Frankfurt am Main Kirchenmusik und Künstlerisches Orgelspiel. Seine dortigen Lehrer waren u. a. Martin Lücker (Orgel), Gerd Wachowski (Orgelimprovisation) und Wolfgang Hess (Klavier). Im Jahre 2005 legte er das kirchenmusikalische A-Examen (mit Auszeichnungen in Orgelliteraturspiel und Orgelimprovisation) und Anfang 2006 die Konzertreifeprüfung als Organist ab. Meisterkurse und weitere Studien führten ihn u. a. zu Jean Guillou (Paris), Naji Hakim (Paris), Daniel Roth (Paris), Michael Radulescu (Wien), Almut Rössler (Düsseldorf), Harald Vogel (Bremen) und Heinz Wunderlich (Hamburg) sowie zu Wolfgang Seifen (Berlin), Pierre Pincemaille (Paris), Tomasz Adam Nowak (Detmold) und Jürgen Essl (Stuttgart) in Orgelimprovisation.
Als Stipendiat des Landes Nordrhein-Westfalen nahm er an der Internationalen Altenberger Orgelakademie für Improvisation teil. Seine Ausbildung zum Orgelsachverständigen absolvierte er bei der Vereinigung der Orgelsachverständigen Deutschlands (VOD).
Im Jahre 2008 gewann er den 1. Preis beim Wettbewerb Orgelimprovisation im Gottesdienst von KDL und ACV, der zuvor bereits seit 1993 nicht mehr vergeben worden war und auch seither nicht wieder vergeben wurde.
Von 2010 bis 2022 war er Domorganist am Hohen Dom St. Martin zu Rottenburg sowie Professor für Orgelliteraturspiel und Orgelimprovisation an der dortigen Katholischen Hochschule für Kirchenmusik.
Seit dem 1. September 2022 ist er Domorganist an der Münchner Frauenkirche  in der Nachfolge von Hans Leitner.
Darüber hinaus leitet er eine Orgelimprovisationsklasse an der Hochschule für Musik und Theater in München. 

## Werke
Kompositionen
- Maria aufgenommen ist – Halleluja[5]
- Wormser Intrada (1999)
- Hommage to Karg-Elert – Three Psalm Impressions (2005)
- Rottenburger Carillon (2010)
- Redeuntes super „Da pacem Domine“ für Glocke und Orgel (2010)
- Intermezzo sinfonico (2014)
- Intonationen und Sätze für das Orgelbuch der Domorganisten
- Festive Summer March (2020)

Aufnahmen
- CD: Die Orgeln des Rottenburger Doms. (2012, Label: UNDA MARIS)[6]
- CD: Glocken und Orgeln des Rottenburger Doms. (2010)[7]
- CD: Gregorianischer Choral, Orgelimprovisationen und geistliche Impulse. (2016, Label: Motette)[8]
- CD: Jan Janca: Orgelwerke IV (2013, Label: Dabringhaus und Grimm DG)[9]
- Buch und CD: HIC EST MARTINUS (Thorbecke-Verlag)[10]
- CD: Mainzer Bistumsmesse. (2010, Label OrganoPhon)[11]
- CD: Liturgical Cutscenes (2021, Ambiente)[12]
- Album (digital): Mathias Rehfeldt: Organ Works (2021)[13]